# Антуниш, Антонио
Антонио Антуниш (порт. António Manuel Antunes Ferreira ; 6 февраля 1962, Лиссабон) — португальский шахматист, гроссмейстер (1994).
Чемпион Португалии 1988 года.
В составе сборной Португалии участник 7-и Олимпиад (1984—1996) и 2-х командных чемпионатов Европы (1989, 1997).
Участник 3-х клубных кубков Европы в составе команд «TLP Lisbon» (1993) и «Boavista Porto» (1995—1996).

## Изменения рейтинга
| Графики недоступны из-за технических проблем. См. информацию на Фабрикаторе и на mediawiki.org. |